# Andrey Shabashev

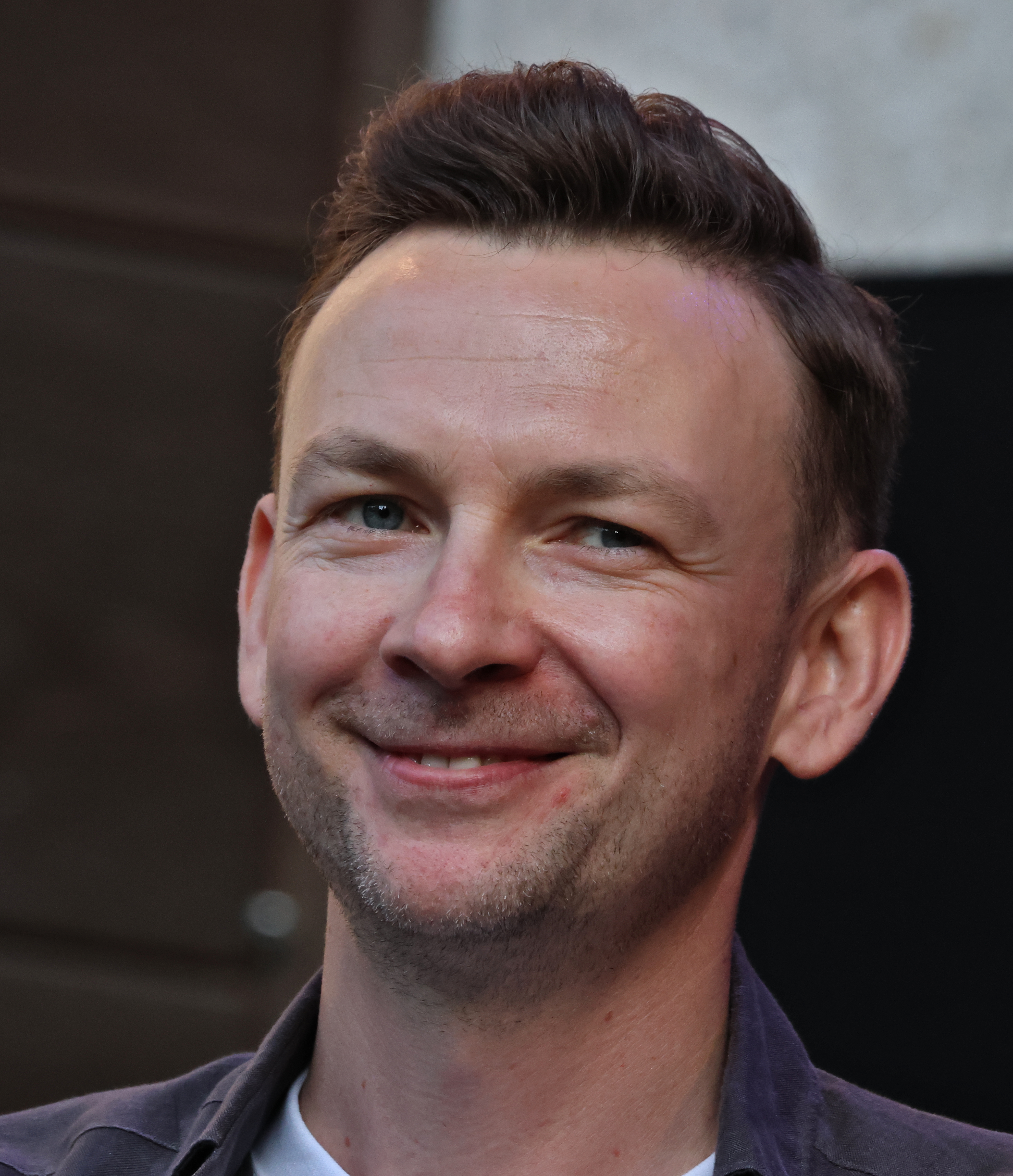
Andrey Shabashev (2024)

Andrey Shabashev (russisch Андрей Шабашев Andrei Schabaschew; * 1984 in Archangelsk) ist ein russischer Jazzmusiker (Piano, Synthesizer, Komposition), der seit 2014 in Frankfurt am Main lebt.

## Leben und Wirken
Shabashev, der in der Umgebung von Archangelsk aufwuchs, wurde von seinem Vater inspiriert, der auch als Musiker wirkte und mehrere Instrumente beherrschte. Er lernte schon früh Klavier und konzentrierte sich dabei auf Jazz. Später studierte er Klavier am Gnessin-Institut in Moskau. Dann unterrichtete er am Musikkolleg in Archangelsk und bereitete Studenten auf ihren Abschluss vor. 
Shabashev gehörte zum Max Clouth Clan, mit dem 2018 und 2019 zwei Alben entstanden, und zum Quintett von Christian Hamm. Er ist Mitglied des Quartetts von Ivan Habernal, mit dem er 2021 das Album Places & Stories bei L+R Records veröffentlichte. Mit seinem Shaba Trio, das er 2017 mit Hanns Höhn und Benno Sattler gründete, legte er 2022 das Album Pictures of the White North bei Juna Records vor.
2023 erhielt Shabashev das mit 10.000 EUR dotierte Frankfurter Jazzstipendium für sein künstlerisches Profil.